# JongLibertairen
JongLibertairen of Jong Libertairen was de politieke jongerenorganisatie van de Vlaamse politieke partij Lijst Dedecker. De organisatie ontstond met de moederpartij in 2007 als Jong Gezond Verstand (JGV). 

## Geschiedenis
In februari 2007, vlak na de oprichting van Lijst Dedecker, werd er een initiatief opgestart om jongeren te verzamelen. Uit die groep initiatiefnemers groeide een nationaal kernbestuur dat de structuren van JGV op poten zette en een aantal activiteiten organiseerde. Als naam voor de jongerenafdeling werd de slogan van de moederpartij gebruikt. Isabelle van Laethem werd de eerste voorzitter. De vereniging was actief in elke Vlaamse provincie en werd in 2007 erkend door de Vlaamse Gemeenschap.
De moederpartij Lijst Dedecker wijzigde in 2011 haar naam in Libertair, Direct, Democratisch (met hetzelfde acroniem LDD), na interne druk vanuit Jong Gezond Verstand. In april 2011 wijzigde ook de jongerenafdeling haar naam, de nieuwe naam werd 'JongLibertairen'. Luc Rochtus werd begin 2012 de nieuwe voorzitter. Datzelfde jaar werd de organisatie inactief.

## Bekende leden
- Wouter Vermeersch (Vlaams Belang)